# Scott McGrory
Scott McGrory, född den 22 december 1969 i Walwa, Australien, är en australisk tävlingscyklist som tog OS-guld i madison tillsammans med Brett Aitken vid olympiska sommarspelen 2000 i Sydney.